# Ханс Вернер фон Шварценберг
Ханс Вернер фон Шварценберг (на немски: Hans Werner von Schwarzenberg, Herr von Schwarzenberg; † 26 април 1459, погребан във Фрайбург) е господар на Шварценберг при Валдкирх в Брайзгау в Шварцвалд в Баден-Вюртемберг.

## Произход и наследство
Той е син на Улрих II фон Шварценберг († 1411) и съпругата му Анна фон Цимерн († 1388), дъщеря на граф Вернер V фон Цимерн († 1384) и Бригита фон Гунделфинген († 1400/1404). Внук е на Йохан II фон Шварценберг († 1377 в битка при Ройтлинген) и Анна фон Шварценберг († 1396), внучка на Хайнрих фон Шварценберг († 1327). Баща му се жени втори път 1390 г. за Гизела Малтерер († 1450). Сестра му Брида фон Шварценберг († сл. 1432) е омъжена за рицар Вилхелм фон Грюненберг († 1452).
Със смъртта на Ханс Вернер фон Шварценберг, чийто син Симон изчезва, линията „Шварценберг-Шварценберг“ изчезва по мъжка линия. През 1465 г. останалите собствености отиват на зет му Хайнрих фон Рехберг.

## Фамилия
Ханс Вернер фон Шварценберг се жени за Беатрикс фон Геролдсек († 31 юли 1458), дъщеря на Валтер VIII фон Геролдсек († сл. 1432) и Елизабет фон Лихтенберг († сл. 1427). Те имат две деца:
- Симон фон Шварценберг (смятан за изчезнал)
- Аделхайд фон Шварценберг, наследничка, омъжена пр. 3 декември 1459 г. за Хайнрих фон Рехберг-Шварценберг († 21 март 1503), син на Ханс фон Рехберг († 1474) и Вероника фон Валдбург († ok. 1443)[5]